# Ulaangom Airport
Ulaangom Airport är en flygplats i Mongoliet. Den ligger i provinsen Uvs, i den västra delen av landet, 1 100 km väster om huvudstaden Ulaanbaatar. Ulaangom Airport ligger 956 meter över havet.
Terrängen runt Ulaangom Airport är huvudsakligen platt, men västerut är den kuperad. Trakten runt Ulaangom Airport är nära nog obefolkad, med mindre än två invånare per kvadratkilometer. Närmaste större samhälle är Ulaangom, 2,9 km öster om Ulaangom Airport. Trakten runt Ulaangom Airport består i huvudsak av gräsmarker.